# トッレヴェッキア・ピーア
トッレヴェッキア・ピーア（伊: Torrevecchia Pia）は、イタリア共和国ロンバルディア州パヴィーア県にある、人口約3,500人の基礎自治体（コムーネ）。

## 地理

### 位置・広がり

#### 隣接コムーネ
隣接するコムーネは以下の通り。括弧内のLOはローディ県所属を示す。
- バスカペ
- ランドリアーノ
- マルツァーノ
- ヴァレーラ・フラッタ (LO)
- ヴィディグルフォ

### 気候分類・地震分類
気候分類では、zona E, 2628 GGに分類される。
また、イタリアの地震リスク階級 (it) では、zona 3 (sismicità bassa) に分類される
。

## 行政

### 分離集落
トッレヴェッキア・ピーアには、以下の分離集落（フラツィオーネ）がある。
- Cascina Bianca, Cascina Colombara, Montepagano, Vigonzone, Zibido al Lambro